# Salem, West Virginia
Salem är en ort i Harrison County i delstaten West Virginia, USA.